# Цюрупа (річка)
Цюрупа — річка в Україні, у Голованівському районі Кіровоградської області, права притока Ятрані (басейн Південного Бугу).

## Опис
Довжина річки приблизно 8 км. Формується з багатьох безіменних струмків та водойм.

## Розташування
Бере початок на північному сході від Шепилове. Тече переважно на північний схід через Наливайка та Троянове і на південному сході від села Табанове впадає у річку Ятрань, праву притоку Синюхи.